# NGC 7671
NGC 7671 este o galaxie situată în constelația Pegas. A fost descoperită în 21 octombrie 1784 de către William Herschel. Se află la o distanță de 52,39 de megaparseci de Pământ.